# Sắc, Giới (phim)
Sắc, Giới (tiếng Trung: 色，戒; bính âm: Sè, Jiè; Việt bính: Sik1Gaai3) là bộ phim điện ảnh thuộc thể loại cổ trang, gián điệp, khiêu dâm, lãng mạn và ly kỳ công chiếu năm 2007 do Lý An làm đạo diễn, dựa trên tiểu thuyết ngắn cùng tên (1979) của Trương Ái Linh. Sắc, Giới lấy bối cảnh ở Hồng Kông vào năm 1938 và Thượng Hải vào năm 1942, khi thành phố bị Lục quân Đế quốc Nhật Bản chiếm đóng và đặt dưới sự cai trị của chính phủ bù nhìn mà Uông Tinh Vệ đứng đầu. Bộ phim miêu tả một nhóm sinh viên người Trung Quốc từ Đại học Hồng Kông lên kế hoạch ám sát một đặc vụ và nhà tuyển dụng cấp cao làm việc cho chính phủ bù nhìn bằng cách dụ ông ta vào bẫy mật. Bộ phim thường được xem là dựa trên sự kiện lịch sử có thật, khi mà chiến dịch ám sát nhân vật cấu kết với Nhật Bản là Đinh Mặc Thôn của điệp viên người Trung Quốc Trịnh Bình Như bất thành.
Với bộ phim này, Lý An đã lần thứ hai giành chiến thắng giải Sư tử vàng tại Liên hoan phim Venezia (lần đầu là với phim Brokeback Mountain). Bản chuyển thể và truyện phim chủ yếu dựa trên những sự kiện xảy ra trong thời kỳ Thượng Hải bị quân Nhật chiếm đóng. Những cảnh làm tình đã làm cho bộ phim bị gắn mác NC-17 tại Hoa Kỳ. Tác phẩm thu về 67 triệu đô la Mỹ (USD) so với kinh phí hơn 16 triệu USD, trở thành bộ phim gắn mác NC-17 có doanh thu cao nhất mọi thời đại (tính đến 2021).

## Cốt truyện
Hồng Kông (1938)
Trong cuộc Chiến tranh Trung-Nhật, một cô sinh viên nhút nhát và non kinh nghiệm là Vương Giai Chi đi từ Thượng Hải tới Hồng Kông để bắt đầu theo học tại Đại học Lĩnh Nam. Nam sinh Quảng Dụ Dân mời cô gia nhập câu lạc bộ kịch yêu nước và cô sớm trở thành nữ diễn viên chính, tạo được sức hút từ khán giả lẫn các bạn học của cô. Nhờ cảm hứng từ các vở kịch yêu nước của câu lạc bộ, Quảng thuyết phục nhóm tiến hành những hành động kháng Nhật cụ thể hơn. Anh lập ra kế hoạch ám sát Dịch tiên sinh - đặc vụ và nhà tuyển dụng thuộc chính phủ bù nhìn của Uông vệ Tinh do Nhật Bản dựng lên để chiếm đóng Trung Quốc. Mỹ nhân Giai Chi được chọn để hóa thành vai ngầm "Mạch phu nhân" - người vợ thanh lịch của một ông chủ công ty thương mại. Cô mạo hiểm dấn thân vào các mối quan hệ xã hội của Dịch phu nhân.
Giai Chi lọt vào mắt xanh của Dịch tiên sinh và cố quyến rũ đến nơi để tiện ám sát ông ta. Giai Chi vẫn còn là trinh nữ, nên cô miễn cưỡng nhận lời quan hệ tình dục với một nam sinh khác tham gia chiến dịch nhằm tập làm một phụ nữ đã kết hôn. Trước sự quyến rũ của Giai Chi, Dịch suýt nữa mắc bẫy song đã rút lui vào phút chót. Ngay sau đó, vợ chồng Dịch gia chuyển về Thượng Hải, lấy đi cơ hội hoàn thành nhiệm vụ của nhóm sinh viên. Trong lúc chuẩn bị giải tán, một cấp dưới cũ của Dịch bất ngờ xuất hiện và bảo rằng y biết được kế hoạch của họ. Sau một hồi giằng co dữ dội, nhóm sinh viên lấy mạng viên cấp dưới ấy rồi bỏ trốn.
Thượng Hải (1942)
Ba năm sau, ở thành phố Thượng Hải bị Nhật chiếm đóng, Giai Chi một lần nữa gặp lại Quảng - hiện đang là đặc vụ ngầm của Cục điều tra và thống kê thuộc Quốc Dân Đảng (KMT), với nhiệm vụ lật đổ phe quân Nhật và chính phủ bù nhìn. Quang đưa cô vào kế hoạch ám sát Dịch mới, sau khi ông ta lên nắm chức trưởng sở cảnh sát mật dưới quyền chính phủ bù nhìn, chịu trách nhiệm tra tấn và hành quyết các thành viên của KMT. Hành động tiếp cận Dịch của Giai Chi đã được đối phương đáp lại. Trong lần quan hệ tình dục đầu tiên, Dịch cưỡng hiếp Giai Chi thô bạo. Trong những tuần kế tiếp, quan hệ tình dục càng trở nên hòa hợp và tình ý hơn, khuấy động những cảm xúc mâu thuẫn trong lòng Giai Chi.
Khi Giai Chi báo cáo với sĩ quan cấp trên của KMT, cô vận động ông sớm tiến hành ám sát, để cô không phải tiếp tục quan hệ tình dục với y nữa, song cô lại được báo rằng vụ ám sát cần phải bị trì hoãn vì lý do chiến lược. Giai Chi miêu tả xung đột cảm xúc mà cô đang trải qua, bị ràng buộc  ám sát người đàn ông mà mình có tình ý. Khi Dịch chở Giai Chi đến một cửa hàng trang sức với chiếc phong bì niêm phong, cô phát hiện ra ông đã đặt cho cô một viên kim cương hồng nặng sáu-cara lớn và cực hiếm để gắn lên nhẫn. Điều này tạo cơ hội cho quân kháng chiến cơ hội tiếp cận Dịch khi ông ta không có vệ sĩ hộ tống.
Ngay sau đó, Giai Chi mời Dịch cùng đi lấy chiếc nhẫn kim cương. Trong lúc đi vào cửa hàng trang sức, cô để ý thấy toàn bộ những người tham gia vào kế hoạch ám sát đều mai phục bên ngoài. Khi đeo chiếc nhẫn, cô vô cùng xúc động và lặng lẽ giục Dịch bỏ đi. Hiểu được ngụ ý của cô, ông ngay lập tức trốn khỏi cửa hàng và thoát khỏi vụ ám sát. Đến cuối ngày, hầu hết của thành viên của nhóm kháng chiến bị bắt. Cục phó của Dịch biết về chi bộ quân kháng chiến, song không nói cho Dịch biết vì anh ta hi vọng sẽ tận dụng cơ hội để bắt được kẻ đầu sỏ. Trong lúc cảm xúc trở nên hỗn độn, Dịch ký lệnh tử hình các thành viên của quân kháng chiến. Giai Chi và những người khác bị đưa đến mỏ đá để hành quyết. Khi nhóm bị bắt quỳ gối trước họng súng, Quảng buồn bã nhìn vào Giai Chi. Trong khi ấy, Dịch ngồi trên chiếc giường trống của Giai Chi ở phòng khách thì vợ hỏi ông chuyện gì đang xảy ra, vì viên thư ký cùng hai người đàn ông đã lấy đồ đạc của Giai Chi cùng một vài giấy tờ khỏi văn phòng. Dịch lệnh cho vợ im lặng và tiếp tục chơi mạt chược, tránh để bất kì ai biết được về tình cảm của ông dành cho Giai Chi.

## Phân vai
- Lương Triều Vỹ vai Dịch tiên sinh
- Thang Duy vai Vương Giai Chi/"Mạch phu nhân"
- Trần Xung vai Dịch phu nhân
- Vương Lực Hoành vai Quảng Dụ Dân
- Thỏa Tông Hoa vai lão Ngô
- Tiền Gia Lạc vai sĩ quan trợ lý Tsao
- Chu Chỉ Oánh vai Lại Tú Kim
- Cao Anh Hiên vai Hoàng Lỗi
- Kha Vũ Luân vai Lương Nhuận Sinh
- Nguyễn Đức Thương vai Âu Dương Linh Văn/"Mạch tiên sinh"
- Phàn Quang Diệu vai Bí thư Trần
- Anupam Kher vai Hali Salahuddin
- Shyam Pathak vai Jewelry Shopkeeper
- Takeshita Akiko vai bà chủ quán rượu người Nhật
- Fujiki Hayato vai Đại tá quân Nhật Sato

## Sản xuất
Những diễn viên hóa thân thành các sinh viên cùng lớp đại học đã mất sáu tháng cho khâu tiền kỳ ở Hồng Kông chỉ để nhập vai và tìm hiểu bối cảnh trước khi phim bấm máy. Trong thời gian này, nhóm diễn viên gồm Thang Duy và Vương Lực Hoành đã trở thành bạn thân. Cả Thang Duy và Lương Triều Vỹ khi được hỏi rằng cảnh làm tình trong bộ phim có phải giả không, thì Thang Duy đáp: "Trong phim, chúng tôi chỉ làm những gì nên làm để tạo nên một đứa bé thôi." Còn Lương Triều Vỹ thì đáp: "Khi hai cơ thể tiếp xúc với nhau, quả thực giống như giả vờ diễn vậy!"

## Chủ đề

### Ý nghĩa nhan đề
Tựa đề tác phẩm Sắc, Giới có hai lớp nghĩa trong tiếng Trung. Chữ "sắc" (色, sè) có thể đồng âm với "sắc [màu]", còn "giới" (戒, jiè) có thể đồng âm với "giới" (chiếc nhẫn), do đó tựa đề phim có thể dịch là "nhẫn có màu" - vật đóng vai trò chủ chốt trong cốt truyện. Hai cách hiểu nhan đề khác nhau này có thể đan xen thành câu chuyện báo trước về sắc dục và tình yêu thông qua sử dụng chiếc nhẫn làm biểu tượng.

### Tình dục và quyền lực
Trong phim, trinh tiết của Giai Chi được dùng làm biểu tượng cho thân phận thiếu nữ ngây thơ và là rào cản cho vai diễn mà cô phải bước qua để chứng tỏ lòng yêu nước. Cuối cùng trinh tiết của Giai Chi đã bị lấy làm vật hi sinh, song vì thế mà bản năng tình dục của cô bị đánh thức và dùng làm vũ khí để chống lại Dịch tiên sinh nhằm lôi kéo ông ta vào chuyện tình cảm.
Màn thể hiện tình dục và ham muốn của phái nữ trong phim đã nhấn mạnh nỗi hổ thẹn và lúng túng trong tình dục của Giai Chi với vai diễn "Mạch phu nhân" mà cô phải đóng, cô buộc phải phục vụ cho quốc gia thay vì đáp ứng nhu cầu của một người phụ nữ. Giới tính và tình dục được dùng làm công cụ hữu hình nhằm chứng tỏ lòng yêu nước trong phim, và ở mỗi lần Giai Chi hy sinh thân thể, cô đại diện cho biểu tượng xâm phạm dễ nhận ra của đất nước Trung Quốc khi bị Nhật xâm lược.
Qua mỗi cảnh làm tình trong phim, khác biệt rõ ràng song tinh tế có thể được thể hiện ở nhân vật Vương Giai Chi khi cô thoải mái hơn với ham muốn tình dục của mình; sự chấp nhận cùng niềm vui lớn dần cùng vai trò thống trị trong quan hệ tình cảm của cô và Dịch tiên sinh so với vai trò quy phục và dễ bị điều khiển của cô trong nhóm đồng chí đang âm mưu kháng Nhật và những kẻ tiếp tay cho chúng.
Nguyên tác của Trương Ái Linh mà Lý An dùng để dựng thành phim không chứa các cảnh làm tình, song với việc bổ sung chúng, có thể thấy mức độ dấn thân và quyết đoán của Giai Chi và quyền tự chủ của cô: cảnh làm tình đầu tiên chú trọng vào sự giao hợp cưỡng ép và khó chịu giữa hai người; mức độ đồng thuận và tận hưởng của Giai Chi được thể hiện mạnh mẽ hơn ở cảnh làm tình thứ hai; cuối cùng, Vương Giai Chi nhận ra đầy đủ quyền tự chủ ở cảnh làm tình thứ ba nên quyết đoán hành động bằng cách kiểm soát ham muốn và khoái cảm của bản thân với Dịch tiên sinh.

## Nhạc phim
Phần nhạc của phim Sắc, Giới do nhà soạn nhạc người Pháp Alexandre Desplat sáng tác. Phần soundtrack do Decca Records nắm quyền phát hành chứa 24 ca khúc với tổng thời lượng khoảng 60 phút.
Tất cả các ca khúc được viết bởi Alexandre Desplat, ngoại trừ chỗ ghi chú.
| STT              | Nhan đề                                  | Phổ nhạc                      | Thời lượng |
| ---------------- | ---------------------------------------- | ----------------------------- | ---------- |
| 1.               | "Lust, Caution"                          | Alexandre Desplat             | 1:05       |
| 2.               | "Dinner Waltz"                           | Alexandre Desplat             | 1:50       |
| 3.               | "Falling Rain"                           | Alexandre Desplat             | 1:11       |
| 4.               | "Brahms Intermezzo in A Maj Op 118 No 2" | Johannes Brahms, Alain Planès | 6:10       |
| 5.               | "Streets of Shanghai"                    | Alexandre Desplat             | 2:59       |
| 6.               | "Playacting"                             | Alexandre Desplat             | 2:43       |
| 7.               | "Tsim Sha Tsui Stroll"                   | Alexandre Desplat             | 1:43       |
| 8.               | "Exodus"                                 | Alexandre Desplat             | 1:35       |
| 9.               | "Moonlight Drive"                        | Alexandre Desplat             | 3:04       |
| 10.              | "Shanghai 1942"                          | Alexandre Desplat             | 2:27       |
| 11.              | "The End Of Innocence"                   | Alexandre Desplat             | 2:28       |
| 12.              | "Sacrifice"                              | Alexandre Desplat             | 4:17       |
| 13.              | "Remember Everything"                    | Alexandre Desplat             | 2:10       |
| 14.              | "Check Point"                            | Alexandre Desplat             | 1:03       |
| 15.              | "The Secret"                             | Alexandre Desplat             | 1:31       |
| 16.              | "Nanjing Road"                           | Alexandre Desplat             | 3:04       |
| 17.              | "On The Street"                          | Alexandre Desplat             | 1:34       |
| 18.              | "The Angel"                              | Alexandre Desplat             | 2:19       |
| 19.              | "The South Quarry"                       | Alexandre Desplat             | 2:15       |
| 20.              | "An Empty Bed"                           | Alexandre Desplat             | 1:55       |
| Tổng thời lượng: | Tổng thời lượng:                         | Tổng thời lượng:              | 59:20      |

## Phát hành
Sắc, Giới ra mắt tại Liên hoan phim Venezia và giành giải cao nhất là Sư tử vàng, đây là lần thứ hai Lý An giành giải này. Tác phẩm được công chiếu tại các rạp ở Hoa Kỳ vào ngày 28 tháng 9 năm 2007 và ở thị trường này, phim bị Hiệp hội điện ảnh Hoa Kỳ gắn mác NC-17 do một vài cảnh làm tình nhạy cảm. Lý cho biết ông sẽ chẳng thay đổi gì để phim được gắn nhãn R. Sau buổi ra mắt bộ phim, Lý An bất mãn khi giới truyền thông đưa tin của Hoa ngữ (kể cả những người từ Đài Loan) cực kỳ đặt nặng những cảnh làm tình trong phim. Bản phim do Cộng hòa Nhân dân Trung Quốc phát hành bị chính vị đạo diễn cắt khoảng bảy phút để phù hợp với khán giả trẻ, vì Trung Quốc không có hệ thống phân loại phim. Những cảnh bạo lực cũng bị lược khỏi bản phim nội địa, và tổng thời lượng bị cắt là khoảng 30 phút. Bản phim phát hành tại Malaysia được Ủy ban kiểm duyệt phim Malaysia phê duyệt mà không cần chỉnh sửa và được dán nhãn 18SX—cấm những ai dưới 18 tuổi đến xem phim.

### Băng đĩa tại gia
Năm 2007, hai bản DVD của Sắc, Giới được phát hành: bản gốc mác NC-17 và bản dán nhãn R đã kiểm duyệt. Ngày 30 tháng 3 năm 2021, Kino Lorber phát hành bản phim nhãn NC-17 trên Blu-ray.

## Tranh cãi

### Kiểm duyệt
Ở một số quốc gia (đặc biệt là Cộng hòa Nhân dân Trung Quốc và Ấn Độ), những cảnh làm tình buộc phải bị cắt để có thể phát hành bộ phim. Tại Singapore, các nhà sản xuất phim lúc đầu định phát hành bản cắt với nhãn NC-16, song công chúng phản ứng kịch liệt rằng các nhà sản xuất bộ phim đang đánh giá thấp tiêu chuẩn kiểm duyệt ở đất nước này (phim được phát hành đầy đủ ở Hồng Kông và Đài Loan), sau cùng thúc giục họ phát hành bản không cắt với nhãn R-21. Bộ phim bị dán nhãn R18 và phát hành không cắt ở New Zealand.
Những cảnh sau đây bị cắt khỏi bản phim ở Trung Quốc đại lục: 
- Vương Giai Chi đi qua xác những người tị nạn trên phố
- Cảnh đâm dao bị cắt chỉ còn một bên đâm dao
- Hai cảnh làm tình của sinh viên và ba cảnh làm tình có Dịch tiên sinh
- Góc máy Vương Giai Chi khỏa thân bên cửa sổ
- Vương Giai Chi nằm trên giường sau lần đầu quan hệ tình dục với Dịch tiên sinh
- Hội thoại bị điều chỉnh ở cảnh nhẫn kim cương để cho Vương Giai Chi không phản bội quân kháng chiến khi cảnh báo Dịch tiên sinh.[21]

Trong ví dụ khác về khâu kiểm duyệt tác động ra sao tới việc phát hành Sắc, Giới tại Trung Quốc đại lục, câu thoại mà Giai Chi thì thầm "mau chạy đi" với tên bán nước cho Nhật mà cô phải lòng đã cứu mạng ông ta; ở bản đã biên tập, Lý An thay đổi chi tiết thành "Hãy đi thôi" nhằm chuộc lỗi cho nhân vật chính phá hoại âm mưu ám sát Dịch tiên sinh bằng cách để cả hai chạy trốn thay vì cho Giai Chi hi sinh bản thân và các bạn học một mình. Hình thức kiểm duyệt này được tiến hành để tránh phê phán vì tôn vinh tên bán nước như Dịch tiên sinh trong thời gian bị Nhật chiếm đóng ở Thế chiến II. Sự phản bội các ban học và đất nước Trung Quốc của Giai Chi để cứu kẻ bán nước bị một bộ phận khán giả Trung Quốc không ưa, khi mà một vài website truyền thông xem bộ phim là xúc phạm Trung Quốc.

### Bạo lực tình dục
Những tình tiết gợi dục của bộ phim đã thu hút sự phê phán của Hội phê bình phim nữ (WFCC) - tổ chức này chê bộ phim chuyển thể của Lý An là phim "Đại sảnh Hổ thẹn" (Hall of Shame) nhằm ca ngợi mối quan hệ giày vò kiểu hội chứng Stockholm giữa "Mạch phu nhân" của Vương Giai Chi và mục tiêu/người tình cấu kết với cô là Dịch tiên sinh.
Cảnh bạo lực tình dục mà Giai Chi trải qua nhờ làm tình với đàn ông trong bộ phim chuyển thể Sắc, Giới của Lý An không được miêu tả hay tóm tắt gây phản cảm trong nguyên tác tiểu thuyết ngắn của Trương Ái Linh, mà sự bạo lực ngầm ấy đại diện cho sự chịu đựng bạo lực hàng ngày mà những người sống dưới thời bị thực dân chiếm đóng phải trải qua.

### Đưa vào danh sách đen
Thang Duy bị cả ngành điện ảnh Trung Quốc đại lục tẩy chay và cô bị cấm hoạt động nghệ thuật trong ba năm do Tổng cục Phát thanh Truyền hình Quốc gia Trung Quốc (SARFT) không chấp nhận những hành động gợi dục của cô trong phim. Tất cả quảng cáo in ấn và nội dung video sử dụng hình ảnh Thang bị xóa đi và cô bị cho ngưng làm quảng cáo các sản phẩm. Cô dự định sắm vai trong bộ phim điện ảnh cổ trang kinh phí lớn của Điền Tráng Tráng là Lang tai ký (2009), nhưng bị thay thế bằng đồng nghiệp Maggie Q. Đạo diễn Lý An đăng phát ngôn rằng ông "rất lấy làm tiếc" về việc Thang bị lọt vào danh sách đen và ông "sẽ làm mọi thứ có thể để hỗ trợ cô trong khoảng thời gian khó khăn này". Bạn diễn Lương Triều Vỹ thì cho biết "công việc của chúng tôi chỉ là thể hiện vai diễn và tôi không nghĩ vì thế mà diễn viên nên bị liệt vào danh sách đen" và "đáng lẽ toàn bộ đoàn phim phải chịu trách nhiệm. Chúng tôi là một tập thể và không phải cá nhân, và tôi là một phần của đoàn phim này". Tháng 2 năm 2009, trong thời gian không hoạt động trong ngành điện ảnh, Thang Duy được cho đã theo lớp học kịch ngắn hạn tại Đại học Reading ở Anh Quốc.

### Quốc gia sản xuất
Tác phẩm do các công ty Focus Features và River Road Productions của Mỹ, các công ty Shanghai Film Group Corporation và Haishang Films của Trung Quốc, và Hai Sheng Film Production Company của Đài Loan phối hợp sản xuất. Bộ phim do Lý An (người Đài Loan) làm đạo diễn, và có sự tham gia diễn xuất của các diễn viên từ Trung Quốc đại lục, Hồng Kông, Đài Loan và Hoa Kỳ. Phim được ghi hình tại Thượng Hải, tỉnh hàng xóm Chiết Giang, Hồng Kông (tại Đại học Hồng Kông), và một vài địa điểm ở Penang và Ipoh tại Malaysia để dùng làm bối cảnh Hồng Kông ở thập niên 1930/1940.
Lúc đầu, quốc gia sản xuất phim được ban tổ chức Liên hoan phim Venezia ghi là "Hoa Kỳ-Trung Quốc". Tuy nhiên, ban tổ chức đã ngay lập tức đổi thành "Đài Loan, Trung Quốc-Hoa Kỳ-Trung Quốc" trên lịch chiếu chính thức. Khi bộ phim ra mắt tại sự kiện, Ban Đại lục của Đài Loan đã phản đối ban tổ chức sử dụng "Đài Loan, Trung Quốc" để phân biệt các bộ phim từ quốc đảo này và đổ lỗi cho Cộng hòa Nhân dân Trung Quốc cho hành động đó.
Sau buổi lễ ra mắt bộ phim, Đài Loan đã nộp tác phẩm đại diện cho họ đi tranh cử giải Oscar cho phim ngoại ngữ xuất sắc nhất. Tuy nhiên, Viện Hàn lâm Khoa học và Nghệ thuật Điện ảnh đã đề nghị Đài Loan rút đơn vì các thành viên chủ chốt của đoàn phim không phải người địa phương. Người phát ngôn của Viện Hàn lâm là Teni Melidonian cho biết trong e-mail ghi ban tổ chức từ chối chấp nhận bộ phim vì "không đủ số người Đài Loan tham gia khâu sản xuất bộ phim," vi phạm luật yêu cầu nước ngoài đảm bảo "thực hiện quyền kiểm soát nghệ thuật" của người địa phương với tác phẩm đem dự thi.

### Phỉ báng

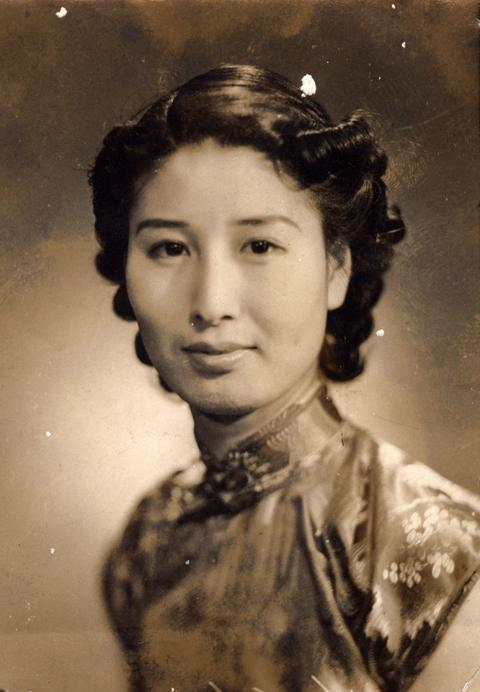
Điệp viên người Trung Quốc Trịnh Bình Như được nhiều người tin là cảm hứng cho cốt truyện

Ngày 13 tháng 9 năm 2007, một phụ nữ lớn tuổi tên là Zheng Tianru đã bước lên sân khấu của buổi họp báo ở Los Angeles, cho rằng bộ phim nói về những sự kiện có thật xảy ra ở Thế chiến II, và khắc họa sai lệch chị gái bà (Trịnh Bình Như) thành đặc vụ lăng nhăng đi quyết rũ và sau cùng phải lòng với đối tượng ám sát là Đinh Mặc Thôn, cáo buộc các nhân vật bị đổi tên thành Vương Giai Chi và Dịch tiên sinh trong phim. Cơ quan điều tra của Đài Loan đính chính rằng Trịnh Bình Như đã ám sát Đinh Mặc Thôn bất thành vì súng của bà bị kẹt đạn, thay vì có quan hệ tình cảm với đối tượng ám sát. Lý An thì khẳng định nguyên tác truyện ngắn của Trương Ái Linh là hư cấu.

## Đón nhận

### Đánh giá chuyên môn
Trên trang tổng hợp kết quả đánh giá Rotten Tomatoes, bộ phim nhận được 73% lượng tán thành dựa trên 148 bài đánh giá, đạt điểm trung bình là 6,7/10. Các chuyên gia của trang web nhất trí: "Sắc, Giới là một bộ phim gián điệp gây căng thẳng, gợi dục và được ghi hình tuyệt đẹp". Trên Metacritic, phim nhận số điểm trung bình là 61/100, dựa trên 35 bài đánh giá, thể hiện "đa số đánh giá là tích cực".
Nhìn chung báo chí Trung Quốc đã chấm bộ phim bằng những bài đánh giá tích cực. Trong bài phân tích cách mà bộ phim của Lý An chuyển thể thành công truyện ngắn của Trương Ái Linh, nhà phê bình văn học Lý Âu Phạm viết trên tạp chí Muse rằng 'lòng trung thành [của ông] bị chia rẽ giữa Trương Ái Linh và Lý An. Nhưng sau ba lần xem bộ phim, cuối cùng tôi chọn Lý vì trong thâm tâm tôi tin phép màu của điện ảnh đôi khi có thể thay thế độ tin cậy của văn viết.' Tuy nhiên ở số báo trước đó của Muse, nhà phê bình điện ảnh Perry Lam lại phê phán phần chỉ đạo của Lý: 'với sự háo hức muốn làm bộ phim hấp dẫn khán giả đại chúng, Lý dường như đã phạm lỗi đa cảm.' Bất kể có đa cảm hay không, chắc chắn có dấu hiệu đồng cảm rõ rệt của Lý với đời sống tình cảm của Trương, "Thật khó để tôi sống trong thế giới của Trương Ái Linh... Có những ngày thế giới đó làm tôi ghét bà ấy. Nó quá buồn, quá thê lương. Song bạn nhận ra cuộc đời bà thiếu tình yêu: tình yêu đôi lứa, tình yêu gia đình." Ông nói thêm: "Đây là câu chuyện kết liễu tình yêu của bà ấy."
Khán giả khắp Đài Loan đón nhận buổi ra mắt phim Sắc, Giới bằng sự phấn khích xuất phát từ niềm tự hào vì Lý An xuất thân từ Đài Loan và bộ phim gặt hái được nhiều giải thưởng quốc tế. Truyền thông đại chúng ở Đài Loan đã dựng nên sự mong đợi lớn và cơn sốt đối với buổi ra mắt toàn cầu của Sắc, Giới bằng một kênh đưa tin không ngừng nghỉ về việc phim khắc họa tình dục phản cảm và gây tranh cãi - dường như cho thấy khán giả đón nhận tích cực, hay chí ít là tò mò về bộ phim.
Jack Mathews của New York Daily News ghi danh tác phẩm là bộ phim hay thứ năm của năm 2007. Kenneth Turan của nhật báo Los Angeles Times thì vinh danh bộ phim là tác phẩm điện ảnh hay thứ sáu của năm 2007.
Nam diễn viên người Anh Hugh Grant được ghi nhận là người hâm mộ bộ phim.

### Sai lệch niên đại
Các nhà phê bình (gồm Bryan Appleyard) lưu ý rằng những phân cảnh Hồng Kông trong phim lấy bối cảnh ở cuối thập niên 1930 có hai loại "taxi Luân Đôn" (FX3, FX4), mà chúng lại chỉ được sản xuất lần lượt sau các năm 1948 và 1958 trở đi. Bộ phim có hiện diện chính tả Nhật Bản chưa từng được sử dụng trước năm 1946 trong một cảnh phòng học. Chiếc đồng hồ đeo tay của Lương Triều Vỹ thì không ghi đúng mốc thời gian ở thập niên 1930. Kích cỡ của nó lớn hơn đồng hồ đeo tay hình chữ nhật của nam giới lúc bấy giờ.

### Doanh thu phòng vé
Sắc, Giới được sản xuất với kinh phí vào khoảng 15 triệu đô la Mỹ (USD).
Ở Hồng Kông (nơi đây phim được chiếu không cắt), Sắc, Giới thu về 6.249.342 USD (khoảng 48 triệu đô la Hồng Kông) mặc dù bị hạn chế do dán nhãn phim cấp III. Đây là phim tiếng Trung có doanh thu cao nhất, cũng là phim ăn khách thứ ba của năm tại thị trường này (sau Người Nhện 3 và Harry Potter và Hội Phượng Hoàng).
Bộ phim cũng gặt hái thành công tại thị trường phòng vé của Trung Quốc đại lục dù chỉ được phép chiếu bản cắt. Do đó phim thu về 17.109.185, trở thành phim điện ảnh ăn khách thứ năm của đại lục trong năm 2007 và là tác phẩm nội địa ăn khách thứ ba của năm đó.
Tại Bắc Mỹ, phim gắn mác NC-17, làm hạn chế nghiêm số lượng rạp nhận chiếu tác phẩm. Ở dịp cuối tuần khởi chiếu tại một cụm rạp ở Hoa Kỳ, phim thu được 63.918 USD. Nhờ mở rộng lên 17 điểm chiếu ở tuần kế tiếp, lợi nhuận trung bình ở mỗi rạp chiếu phim là 21.341 USD, rồi giảm xuống 4.639 USD ở 125 cụm rạp. Do chưa bao giờ chiếu vượt quá con số 143 rạp trong suốt đợt chiếu ở Mỹ, cuối cùng bộ phim thu về 4.604.982 USD. Tính đến 15 tháng 8 năm 2008, đây là tác phẩm gán nhãn NC-17 có doanh thu cao thứ năm ở Bắc Mỹ. Focus Features rất hài lòng khi nhận quyền phát hành bộ phim này ở Hoa Kỳ.
Trên toàn cầu, Sắc, Giới thu được 67.091.915 USD.

### Doanh số DVD
Bộ phim kiếm về hơn 24 triệu USD nhờ doanh số bán và cho thuê DVD tại Hoa Kỳ - kết quả ấn tượng với một bộ phim chỉ thu về 4,6 triệu USD do số suất chiếu hạn chế ở Hoa Kỳ.

## Giải thưởng
| Năm  | Giải thưởng                    | Tên đề cử                               | Hạng mục                                       | Kết quả   | Nguồn         |
| ---- | ------------------------------ | --------------------------------------- | ---------------------------------------------- | --------- | ------------- |
| 2007 | Liên hoan phim quốc tế Venezia | Sắc, Giới                               | Sư tử vàng                                     | Đoạt giải | [ 55 ] [ 56 ] |
| 2007 | Giải Kim Mã                    | Sắc, Giới                               | Phim xuất sắc nhất                             | Đoạt giải | [ 57 ]        |
| 2007 | Giải Kim Mã                    | Lý An                                   | Đạo diễn xuất sắc nhất                         | Đoạt giải | [ 57 ]        |
| 2007 | Giải Kim Mã                    | Lý An                                   | Nhà làm phim Đài Loan xuất sắc của năm         | Đoạt giải | [ 57 ]        |
| 2007 | Giải Kim Mã                    | Lương Triều Vỹ                          | Nam diễn viên chính xuất sắc nhất              | Đoạt giải | [ 57 ]        |
| 2007 | Giải Kim Mã                    | Thang Duy                               | Nữ diễn viên chính xuất sắc nhất               | Đề cử     | [ 57 ]        |
| 2007 | Giải Kim Mã                    | Thang Duy                               | Diễn viên mới xuất sắc nhất                    | Đoạt giải | [ 57 ]        |
| 2007 | Giải Kim Mã                    | Tim Squyres                             | Dựng phim xuất sắc nhất                        | Đề cử     | [ 57 ]        |
| 2007 | Giải Kim Mã                    | Rodrigo Prieto                          | Quay phim xuất sắc nhất                        | Đề cử     | [ 57 ]        |
| 2007 | Giải Kim Mã                    | Vương Huệ Linh và James Schamus         | Kịch bản chuyển thể xuất sắc nhất              | Đoạt giải | [ 57 ]        |
| 2007 | Giải Kim Mã                    | Lau Sai-Wan và Pan Lai                  | Chỉ đạo nghệ thuật xuất sắc nhất               | Đề cử     | [ 57 ]        |
| 2007 | Giải Kim Mã                    | Pan Lai                                 | Hóa trang và thiết kế phục trang xuất sắc nhất | Đoạt giải | [ 57 ]        |
| 2007 | Giải Kim Mã                    | Alexandre Desplat                       | Nhạc nền phim xuất sắc nhất                    | Đoạt giải | [ 57 ]        |
| 2008 | Giải thưởng Điện ảnh Hồng Kông | Lý An                                   | Phim châu Á xuất sắc nhất                      | Đoạt giải |               |
| 2008 | Giải Guldbagge                 | Sắc, Giới                               | Phim ngoại ngữ xuất sắc nhất                   | Đoạt giải |               |
| 2008 | Giải Quả cầu vàng              | Sắc, Giới                               | Phim ngoại ngữ xuất sắc nhất                   | Đề cử     |               |
| 2008 | Giải BAFTA                     | Lý An, Giang Chí Cường và James Schamus | Phim ngoại ngữ xuất sắc nhất                   | Đề cử     |               |
| 2008 | Giải BAFTA                     | Pan Lai                                 | Thiết kế phục trang xuất sắc nhất              | Đề cử     |               |
| 2008 | Giải BAFTA                     | Thang Duy                               | Giải Ngôi sao triển vọng                       | Đề cử     |               |
| 2008 | Giải thưởng điện ảnh châu Á    | Sắc, Giới                               | Phim xuất sắc nhất                             | Đề cử     |               |
| 2008 | Giải thưởng điện ảnh châu Á    | Lý An                                   | Đạo diễn xuất sắc nhất                         | Đề cử     |               |
| 2008 | Giải thưởng điện ảnh châu Á    | Lương Triều Vỹ                          | Nam diễn viên chính xuất sắc nhất              | Đoạt giải |               |
| 2008 | Giải thưởng điện ảnh châu Á    | Thang Duy                               | Nữ diễn viên chính xuất sắc nhất               | Đề cử     |               |
| 2008 | Giải thưởng điện ảnh châu Á    | Alexandre Desplat                       | Nhà soạn nhạc xuất sắc nhất                    | Đề cử     |               |
| 2008 | Giải thưởng điện ảnh châu Á    | Vương Huệ Linh và James Schamus         | Biên kịch xuất sắc nhất                        | Đề cử     |               |